# 七波雅爾

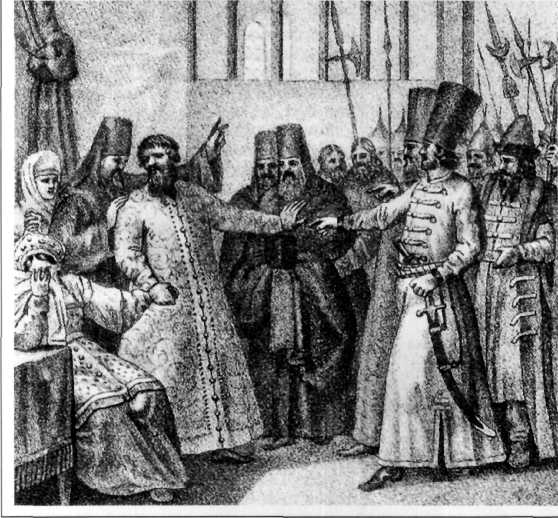
瓦西里四世被強迫剃頭的場面 (1610 р.). Гравюра П. Іванова. XIX століття.

七波雅爾（俄语：  Семибоярщина，俄文意思是「七波雅爾的統治」或「七波雅爾宣政」) 是指曾於1610年7月17日廢黜沙皇瓦西里四世的一組俄国贵族，同時他們在當年晚些時候再邀請波蘭人進入了莫斯科。
當時的七個貴族分別是：
- 费多尔·姆斯季斯拉夫斯基王公（領頭者）
- 伊凡·米哈伊洛维奇·沃罗滕斯基
- 安德烈·瓦西列维奇·特鲁别茨科伊（俄语：Трубецкой,_Андрей_Васильевич）
- 安德烈·瓦西列维奇·戈利岑（俄语：Голицын,_Андрей_Васильевич）
- 鲍里斯·米哈伊洛维奇·雷科夫-奥博伦斯基（俄语：Лыков-Оболенский,_Борис_Михайлович）
- 波雅爾伊万·尼基蒂奇·罗曼诺夫（俄语：Романов,_Иван_Никитич）
- 费奥多尔·伊凡诺维奇·舍列梅捷夫（俄语：Шереметев,_Фёдор_Иванович）

由於波蘭人進駐俄羅斯，加上博洛特尼科夫叛乱和動盪時期的其他起事，瓦西里四世未能服眾，他也無法對首都外地區施行有效管治。七貴族就廢黜了他，接著在克里姆林宫裡的楚多夫修道院他被迫剃光頭轉成修士。在之後他被帶往波蘭那裡囚禁，直到1612年於戈斯蒂宁離世為止。 
大約在8月17日/27日，七波雅爾同意讓瓦迪斯瓦夫四世成為莫斯科大公。波蘭人於9月21日進入莫斯科。雖然有些觀點認為七貴族在莫斯科的統治僅是由1610年6月左右直到9月波蘭人到達為止，另一些觀點則認為他們的統治是持續到1612年時，库兹马·米宁和德米特里·波扎尔斯基王子所領頭的民眾運動將波蘭人趕出莫斯科為止。然而，他們的權力在1610年9月之後，只是名義上的而已。